# رومرو دوترا دا سیلوا
 رومرو دوترا دا سیلوا (انگلیسی: Rogério Dutra da Silva؛ زادهٔ ۵ فوریهٔ ۱۹۸۴) یک تنیس‌باز اهل برزیل است.